# Acid Black Cherry 2008 tour"BLACK LIST"
『Acid Black Cherry 2008 tour "BLACK LIST"』（アシッドブラックチェリー にせんはち ツアー ブラックリスト）は、日本のバンド、Janne Da Arcのボーカリストのyasuのソロプロジェクトである『Acid Black Cherry』のライブビデオ。2008年8月27日発売。発売元はエイベックス。

## 解説
1stアルバム『BLACK LIST』の収録曲を主に、2008年4月30日から2008年5月23日まで行われたライブツアー「2008 tour "BLACK LIST"」の、5月23日に日本武道館で行われた公演の模様が収録されたDVD。収録曲の「Murder Licence」と「DRAGON CARNIVAL」には、マルチアングル機能がついている。
収録曲「君がいるから」「この青空の向こうに」は、演奏された時点では曲名は決まっていなかったが、今DVDの発売を機に曲名が発表された。

## 収録曲
1. sins
2. Murder Licence
「Muder Licence」と表記されている。
3. 楽園
4. scar
5. Black Cherry
6. 愛してない
7. 冬の幻
8. DRAGON CARNIVAL
9. Bit Stupid
10. 少女の祈り
11. SPELL MAGIC

Encore
1. 君がいるから
2. この青空の向こうに
3. Prologue End

W Encore
1. 20+∞Century Boys

映像特典(Blu-ray)
- DOCUMENTARY OFF SHOT -Live HOUSE TOUR-
- OFF SHOT -HALL TOUR-